# Championnats du monde féminins de BMX freestyle
Le BMX freestyle féminin est au programme des championnats du monde de cyclisme urbain depuis 2017 pour le « Park » et 2019 pour le « Flatland ». 

## BMX freestyle Park

### Podiums
| Année            | Or             | Argent          | Bronze                |
| ---------------- | -------------- | --------------- | --------------------- |
| 2017 Chengdu     | Hannah Roberts | Lara Lessmann   | Angie Marino          |
| 2018 Chengdu     | Perris Benegas | Angie Marino    | Hannah Roberts        |
| 2019 Chengdu     | Hannah Roberts | Macarena Perez  | Charlotte Worthington |
| 2021 Montpellier | Hannah Roberts | Nikita Ducarroz | Charlotte Worthington |
| 2022 Abou Dabi   | Hannah Roberts | Nikita Ducarroz | Iveta Miculyčová      |
| 2023 Glasgow     | Hannah Roberts | Sun Sibei       | Zhou Huimin           |
| 2024 Abou Dabi   | Hannah Roberts | Sun Sibei       | Fan Xiaotong          |

### Tableau des médailles
| Rang | Coureuse              | Or | Argent | Bronze | Total |
| ---- | --------------------- | -- | ------ | ------ | ----- |
| 1    | Hannah Roberts        | 6  | 0      | 1      | 6     |
| 2    | Perris Benegas        | 1  | 0      | 0      | 1     |
| 3    | Nikita Ducarroz       | 0  | 2      | 0      | 2     |
| 3    | Sun Sibei             | 0  | 2      | 0      | 2     |
| 5    | Angie Marino          | 0  | 1      | 1      | 1     |
| 6    | Lara Lessmann         | 0  | 1      | 0      | 1     |
| 6    | Macarena Perez        | 0  | 1      | 0      | 1     |
| 8    | Charlotte Worthington | 0  | 0      | 2      | 2     |
| 9    | Iveta Miculyčová      | 0  | 0      | 1      | 1     |
| 9    | Zhou Huimin           | 0  | 0      | 1      | 1     |
| 9    | Fan Xiaotong          | 0  | 0      | 1      | 1     |

| Rang  | Nation          | Or | Argent | Bronze | Total |
| ----- | --------------- | -- | ------ | ------ | ----- |
| 1     | États-Unis      | 7  | 1      | 2      | 10    |
| 2     | Chine           | 0  | 2      | 2      | 4     |
| 3     | Suisse          | 0  | 2      | 0      | 2     |
| 4     | Allemagne       | 0  | 1      | 0      | 1     |
| 4     | Chili           | 0  | 1      | 0      | 1     |
| 6     | Grande-Bretagne | 0  | 0      | 2      | 2     |
| 7     | Tchéquie        | 0  | 0      | 1      | 1     |
| Total | Total           | 7  | 7      | 7      | 21    |

## BMX freestyle Flatland

### Podiums
| Année            | Or              | Argent                    | Bronze          |
| ---------------- | --------------- | ------------------------- | --------------- |
| 2019 Chengdu     | Irina Sadovnik  | Misaki Katagiri           | Julia Preuß     |
| 2021 Montpellier | Irina Sadovnik  | Julia Preuß               | Céline Vaes     |
| 2022 Abou Dabi   | Aude Cassagne   | Julia Preuß               | Kirara Nakagawa |
| 2023 Glasgow     | Aude Cassagne   | Santiago De Oliveira Moda | Kirara Nakagawa |
| 2024 Abou Dabi   | Ayuna Miyashima | Veronika Kádár            | Anna Mondics    |

### Tableau des médailles
| Rang | Coureuse                  | Or | Argent | Bronze | Total |
| ---- | ------------------------- | -- | ------ | ------ | ----- |
| 1    | Irina Sadovnik            | 2  | 0      | 0      | 2     |
| 1    | Aude Cassagne             | 2  | 0      | 0      | 2     |
| 3    | Ayuna Miyashima           | 1  | 0      | 0      | 1     |
| 4    | Julia Preuß               | 0  | 2      | 1      | 3     |
| 5    | Veronika Kádár            | 0  | 1      | 0      | 1     |
| 5    | Misaki Katagiri           | 0  | 1      | 0      | 1     |
| 5    | Santiago De Oliveira Moda | 0  | 1      | 0      | 1     |
| 6    | Kirara Nakagawa           | 0  | 0      | 2      | 2     |
| 7    | Céline Vaes               | 0  | 0      | 1      | 1     |
| 7    | Anna Mondics              | 0  | 0      | 1      | 1     |

| Rang  | Nation    | Or | Argent | Bronze | Total |
| ----- | --------- | -- | ------ | ------ | ----- |
| 1     | France    | 2  | 0      | 1      | 3     |
| 2     | Autriche  | 2  | 0      | 0      | 2     |
| 3     | Japon     | 1  | 1      | 2      | 4     |
| 4     | Allemagne | 0  | 2      | 1      | 3     |
| 5     | Hongrie   | 0  | 1      | 1      | 2     |
| 6     | Brésil    | 0  | 1      | 0      | 1     |
| Total | Total     | 5  | 5      | 5      | 15    |